# Abierto de Chile 2023
El Chile Open 2023, oficialmente Movistar Chile Open 2023, fue un torneo oficial de tenis profesional de la ATP Tour 250. Se disputó en Santiago, Chile en la cancha central del Complejo Mario Caracci Onetto, San Carlos de Apoquindo, desde el 27 de febrero hasta el 5 de marzo de 2023.

## Distribución de puntos
| Modalidad            | Campeón | Finalista | Semifinales | Cuartos de final | 2ª ronda | 1ª ronda | Clasificados | 2ª ronda de clasificación | 1ª ronda de clasificación |
| Individual masculino | 250     | 165       | 100         | 50               | 25       | 0        | 13           | 7                         | 0                         |
| Dobles masculino     | 250     | 150       | 90          | 45               | 20       | 0        | -            | -                         | -                         |

## Cabezas de serie

### Individuales masculino
| Tenista             | Ranking | Preclasificado |
| Lorenzo Musetti     | 18      | 1              |
| Francisco Cerúndolo | 33      | 2              |
| Sebastián Báez      | 35      | 3              |
| Diego Schwartzman   | 38      | 4              |
| Albert Ramos        | 47      | 5              |
| Laslo Djere         | 57      | 6              |
| Pedro Cachín        | 59      | 7              |
| Bernabé Zapata      | 63      | 8              |

- Ranking del 20 de febrero de 2023.[3]

### Dobles masculino
| Tenistas                            | Ranking | Preclasificado |
| Máximo González Andrés Molteni      | 81      | 1              |
| Andrey Golubev Aleksandr Nedovyesov | 112     | 2              |
| Nicolás Barrientos Ariel Behar      | 112     | 3              |
| Francisco Cabral Nikola Čačić       | 130     | 4              |

## Campeones

### Individual masculino
Nicolás Jarry venció a  Tomás Martín Etcheverry por 6-7(5-7), 7-6(7-5), 6-2

### Dobles masculino
Andrea Pellegrino /  Andrea Vavassori vencieron a  Thiago Seyboth Wild /  Matías Soto por 6-4, 3-6, [12-10]